# Концентрация смеси
Концентра́ция или до́ля компонента смеси — величина, количественно характеризующая содержание компонента относительно всей смеси. Терминология ИЮПАК под концентрацией компонента понимает четыре величины: соотношение молярного, или численного количества компонента, его массы, или объёма исключительно к объёму раствора (типичные единицы измерения — соответственно моль/л, л−1, г/л, и безразмерная величина). Долей компонента ИЮПАК называют безразмерное соотношение одной из трёх однотипных величин — массы, объёма или количества вещества. Однако в обиходе термин «концентрация» могут применять и для долей, не являющихся объёмными долями, а также к соотношениям, не описанным ИЮПАК. Оба термина могут применяться к любым смесям, включая механические смеси, но наиболее часто применяются к растворам.

Можно выделить несколько типов математического описания: массовая концентрация, молярная концентрация, концентрация частиц и объемная концентрация.

## Массовая доля
| определение       | Массовая доля компонента — отношение массы данного компонента к сумме масс всех компонентов. |
| обозначение       | {\displaystyle w} — по рекомендациям ИЮПАК. {\displaystyle \omega } — чаще в русскоязычной литературе. В технической литературе: {\displaystyle {\bar {x}}} — для массовой доли жидкой смеси {\displaystyle {\bar {y}}} — для массовой доли газовой смеси |
| единицы измерения | доли, %масс (для выражения в %масс следует умножить указанное выражение на 100 %) |
| формула           | {\displaystyle \omega _{\mathrm {B} }={\frac {m_{\mathrm {B} }}{m}}}где: - ωB — массовая доля компонента B - mB — масса компонента B; - {\displaystyle m} — общая масса всех компонентов смеси.                                                           |

В бинарных растворах часто существует однозначная (функциональная) зависимость между плотностью раствора и его концентрацией (при данной температуре). Это даёт возможность определять на практике концентрации важных растворов с помощью денсиметра (спиртометра, сахариметра, лактометра). Некоторые ареометры проградуированы не в значениях плотности, а непосредственно концентрации раствора (спирта, жира в молоке, сахара). Следует учитывать, что для некоторых веществ кривая плотности раствора имеет максимум, в этом случае проводят два измерения: непосредственное, и при небольшом разбавлении раствора.
Часто для выражения концентрации (например, серной кислоты в электролите аккумуляторных батарей) пользуются просто их плотностью. Распространены ареометры (денсиметры, плотномеры), предназначенные для определения концентрации растворов веществ.

## Объёмная доля
| определение       | Объёмная доля — отношение объёма компонента к сумме объёмов компонентов до смешивания. |
| обозначение       | {\displaystyle \phi _{\mathrm {B} }} |
| единицы измерения | доли единицы, %об (ИЮПАК не рекомендует добавлять дополнительные метки после знака %) |
| формула           | {\displaystyle \phi _{\mathrm {B} }={\frac {V_{\mathrm {B} }}{\sum V_{i}}}}, где: - {\displaystyle \phi _{\mathrm {B} }} — объёмная доля компонента B, - VB — объём компонента B; - {\displaystyle \sum V_{i}} — сумма объёмов всех компонентов до смешивания. |

При смешивании жидкостей их суммарный объём может уменьшаться, поэтому не следует заменять сумму объёмов компонентов на объём смеси.
Как было указано выше, существуют ареометры, предназначенные для определения концентрации растворов определённых веществ. Такие ареометры проградуированы не в значениях плотности, а непосредственно концентрации раствора. Для распространённых растворов этилового спирта, концентрация которых обычно выражается в объёмных процентах, такие ареометры получили название спиртомеров или андрометров.

## Молярность(молярная объёмная концентрация)
| определение       | Молярность — количество вещества (число молей) компонента в единице объёма смеси. |
| обозначение       | По рекомендации ИЮПАК, обозначается буквой {\displaystyle c} или {\displaystyle [B]}, где B — вещество, концентрация которого указывается. |
| единицы измерения | В системе СИ — моль/м³ На практике чаще — моль/л или ммоль/л. Также используют выражение «в молярности». Возможно другое обозначение молярной концентрации, которое принято обозначать М. Так, раствор с концентрацией 0,5 моль/л называют 0,5-молярным, записывают «0,5 M». Примечание: После числа пишут «моль», подобно тому, как после числа пишут «см», «кг» и т. п., не склоняя по падежам. |
| формула           | {\displaystyle {c_{\mathrm {B} }}={\frac {n_{\mathrm {B} }}{V}}}, где: - {\displaystyle n_{\mathrm {B} }} — количество вещества компонента, моль; - V — общий объём смеси, л |

## Нормальная концентрация(молярная концентрация эквивалента, «нормальность»)
| определение       | Нормальная концентрация — количество эквивалентов данного вещества в 1 литре смеси. |
| обозначение       | {\displaystyle C_{N}(B)}, {\displaystyle C_{H}(B)}, {\displaystyle c(f_{eq}~\mathrm {B} )} |
| единицы измерения | Нормальную концентрацию выражают в моль-экв/л или г-экв/л (имеется в виду моль эквивалентов). Для записи концентрации таких растворов используют сокращения «н» или «N». Например, раствор, содержащий 0,1 моль-экв/л, называют децинормальным и записывают как 0,1 н. |
| формула           | {\displaystyle c(f_{eq}~\mathrm {B} )=c{\big (}(1/z)~\mathrm {B} {\big )}=z\cdot c_{\mathrm {B} }=z\cdot {\frac {n_{\mathrm {B} }}{V}}={\frac {1}{f_{eq}}}\cdot {\frac {n_{\mathrm {B} }}{V}}}, где: - {\displaystyle n_{\mathrm {B} }} — количество вещества компонента, моль; - {\displaystyle V} — общий объём смеси, литров; - {\displaystyle z} — число эквивалентности (фактор эквивалентности {\displaystyle f_{eq}=1/z}). |

Нормальная концентрация может отличаться в зависимости от реакции, в которой участвует вещество. Например, одномолярный раствор H2SO4 будет однонормальным, если он предназначается для реакции со щёлочью с образованием гидросульфата калия KHSO4, и двухнормальным в реакции с образованием K2SO4.

## Мольная(молярная) доля
| определение       | Мольная доля — отношение количества молей данного компонента к общему количеству молей всех компонентов. |
| обозначение       | ИЮПАК рекомендует обозначать мольную долю буквой {\displaystyle x} (а для газов — {\displaystyle y}), также в литературе встречаются обозначения {\displaystyle \chi }, {\displaystyle X}.                                                                                         |
| единицы измерения | Доли единицы или %мольн (ИЮПАК не рекомендует добавлять дополнительные метки после знака %) |
| формула           | {\displaystyle x_{\mathrm {B} }={\frac {n_{\mathrm {B} }}{\sum n_{i}}}}, где: - {\displaystyle x_{\mathrm {B} }} — мольная доля компонента B; - {\displaystyle n_{\mathrm {B} }} — количество компонента B, моль; - {\displaystyle \sum n_{i}} — сумма количеств всех компонентов. |

Мольная доля может использоваться, например, для количественного описания уровня загрязнений в воздухе, при этом её часто выражают в частях на миллион (ppm — от англ. parts per million). Однако, как и в случае с другими безразмерными величинами, во избежание путаницы, следует указывать величину, к которой относится указанное значение.

## Моляльность (молярная весовая концентрация,молярная концентрация)
| определение       | Моляльная концентрация (моляльность, молярная весовая концентрация) — количество растворённого вещества (число моль) в 1000 г растворителя.                                                                                      |
| обозначение       | {\displaystyle m} Примечание: чтобы не путать с массой, в тех формулах где применяется моляльность, массу обозначают как {\displaystyle g}                                                                                       |
| единицы измерения | моль/кг. Также распространено выражение в «моляльности». Так, раствор с концентрацией 0,5 моль/кг называют 0,5-мольным. |
| формула           | {\displaystyle {m_{\mathrm {B} }}={\frac {n_{\mathrm {B} }}{m_{\mathrm {A} }}}}, где: - {\displaystyle n_{\mathrm {B} }} — количество растворённого вещества, моль; - {\displaystyle m_{\mathrm {A} }} — масса растворителя, кг. |

Следует обратить особое внимание, что, несмотря на сходство названий, молярная концентрация и моляльность — величины различные. Прежде всего, в отличие от молярной концентрации, при выражении концентрации в моляльности расчёт ведут на массу растворителя, а не на объём раствора. Моляльность, в отличие от молярной концентрации, не зависит от температуры.

## Массовая концентрация (Титр)
| определение       | Массовая концентрация — отношение массы растворённого вещества к объёму раствора. |
| обозначение       | {\displaystyle \gamma } или {\displaystyle \rho } — по рекомендации ИЮПАК. {\displaystyle T} — в аналитической химии                                                                    |
| единицы измерения | доли, %масс (для выражения в %масс следует умножить указанное выражение на 100 %) |
| формула           | {\displaystyle \rho _{\mathrm {B} }={\frac {m_{\mathrm {B} }}{V}}}. где: - {\displaystyle m_{\mathrm {B} }} — масса растворённого вещества; - {\displaystyle V} — общий объём раствора; |

В аналитической химии используется понятие титр по растворённому или по определяемому веществу (обозначается буквой {\displaystyle T}).

## Концентрация частиц
| определение       | Концентрация частиц — отношение числа частиц N к объёму V, в котором они находятся |
| обозначение       | {\displaystyle C} — по рекомендации ИЮПАК. однако также часто встречается обозначение {\displaystyle n} (не путать с количеством вещества). |
| единицы измерения | м−3 — в системе СИ, 1/л |
| формула           | {\displaystyle C_{\mathrm {B} }={\frac {N_{\mathrm {B} }}{V}}={\frac {n_{\mathrm {B} }\cdot N_{\mathrm {A} }}{V}}=c_{\mathrm {B} }\cdot N_{\mathrm {A} }}, где: - {\displaystyle N_{\mathrm {B} }} — количество частиц, - {\displaystyle V} — объём, - {\displaystyle {\ce {n_{\mathrm {B} }}}} — количество вещества B, - {\displaystyle N_{\mathrm {A} }} — постоянная Авогадро, - {\displaystyle c_{\mathrm {B} }} — молярная концентрация B. |

## Весообъёмные (массо-объёмные) проценты
Иногда встречается использование так называемых «весообъёмных процентов», которые соответствуют массовой концентрации вещества, где единица измерения г/(100 мл) заменена на процент. Этот способ выражения используют, например, в спектрофотометрии, если неизвестна молярная масса вещества или если неизвестен состав смеси, а также по традиции в фармакопейном анализе. Стоит отметить, что поскольку масса и объём имеют разные размерности, использование процентов для их соотношения формально некорректно. Также международное бюро мер и весов и ИЮПАК не рекомендуют добавлять дополнительные метки (например «% (m/m)» для обозначения массовой доли) к единицам измерения.

## Другие способы выражения концентрации
Существуют и другие, распространённые в определённых областях знаний или технологиях, методы выражения концентрации. Например, при приготовлении растворов кислот в лабораторной практике часто указывают, сколько объёмных частей воды приходится на одну объёмную часть концентрированной кислоты (например, 1:3). Иногда используют также отношение масс (отношение массы растворённого вещества к массе растворителя) и отношение объёмов (аналогично, отношение объёма растворяемого вещества к объёму растворителя).

## Применимость способов выражения концентрации растворов, их свойства
В связи с тем, что моляльность, массовая доля, мольная доля не включают в себя значения объёмов, концентрация таких растворов остаётся неизменной при изменении температуры. Молярность, объёмная доля, титр, нормальность изменяются при изменении температуры, так как при этом изменяется плотность растворов. Именно моляльность используется в формулах повышения температуры кипения и понижения температуры замерзания растворов.
Разные виды выражения концентрации растворов применяются в разных сферах деятельности, в соответствии с удобством применения и приготовления растворов заданных концентраций. Так, титр раствора удобен в аналитической химии для волюмометрии (титриметрического анализа) и т. п.

## Формулы перехода от одних выражений концентраций к другим
В зависимости от выбранной формулы погрешность конвертации колеблется от нуля до некоторого знака после запятой.

### От молярности к нормальности
{\displaystyle {c((1/z)~\mathrm {B} )}={c_{\mathrm {B} }}\cdot {z}},
где:
- {\displaystyle {c_{\mathrm {B} }}} — молярная концентрация, моль/л;
- {\displaystyle z} — число эквивалентности.

### От молярности к титру
{\displaystyle {T}={c_{\mathrm {B} }}\cdot {M}},
где:
- {\displaystyle {c_{\mathrm {B} }}} — молярная концентрация;
- {\displaystyle M} — молярная масса растворённого вещества.

Если молярная концентрация выражена в моль/л, а молярная масса — в г/моль, то для выражения ответа в г/мл его следует разделить на 1000 мл/л.

### От массовой доли к молярности
{\displaystyle c_{\mathrm {B} }={\frac {\rho \cdot \omega _{\mathrm {B} }}{M(\mathrm {B} )}}},
где:
- {\displaystyle c_{\mathrm {B} }} — молярная концентрация вещества B
- {\displaystyle \rho } — плотность раствора;
- {\displaystyle \omega _{\mathrm {B} }} — массовая доля вещества B;
- {\displaystyle M(\mathrm {B} )} — молярная масса вещества B.

Если плотность раствора выражена в г/мл, а молярная масса в г/моль, то для выражения ответа в моль/л выражение следует домножить на 1000 мл/л. Если массовая доля выражена в процентах, то выражение следует также разделить на 100 %.

### От массовой доли к титру
{\displaystyle {T}={\rho }\cdot {\omega }},
где:
- {\displaystyle \rho } — плотность раствора, г/мл;
- {\displaystyle \omega } — массовая доля растворённого вещества, в долях от 1;

### От моляльности к молярности
{\displaystyle {c_{\mathrm {B} }}=m_{\mathrm {B} }{\frac {\mathrm {m} (A)}{V}}}
где:
- {\displaystyle m_{\mathrm {B} }} — моляльность,
- {\displaystyle \mathrm {m} (A)} — масса растворителя,
- {\displaystyle V} — суммарный объём раствора,

### От моляльности к мольной доле
{\displaystyle x_{\mathrm {B} }={\frac {m_{\mathrm {B} }}{m_{\mathrm {B} }+{\frac {1}{M(\mathrm {A} )}}}}},
где:
- {\displaystyle m_{\mathrm {B} }} — моляльность,
- {\displaystyle M(\mathrm {A} )} — молярная масса растворителя.

Если моляльность выражена в моль/кг, а молярная масса растворителя в г/моль, то единицу в формуле следует представить как 1000 г/кг, чтобы слагаемые в знаменателе имели одинаковые единицы измерения.

## Сводная таблица
|                     |             |            | ωB | φB                                                                                   | xB | cB                                                                       | CB                                                                                  | mB | TB                                                            |
| ------------------- | ----------- | ---------- | --- | ------------------------------------------------------------------------------------ | --- | ------------------------------------------------------------------------ | ----------------------------------------------------------------------------------- | --- | ------------------------------------------------------------- |
| массовая доля       | г/г         | ωB         | {\displaystyle \omega _{\mathrm {B} }={\frac {\mathrm {m} (B)}{\mathrm {m} }}}                                           | {\displaystyle \omega _{\mathrm {B} }=\phi _{\mathrm {B} }{\frac {\rho (B)}{\rho }}} | {\displaystyle \omega _{B}={\frac {1}{{\frac {M_{\mathrm {A} }}{M_{\mathrm {B} }}}({\frac {1}{x_{\mathrm {B} }}}-1)+1}}} | {\displaystyle \omega _{B}={\frac {M_{B}\cdot c_{\mathrm {B} }}{\rho }}} | {\displaystyle \omega _{B}={\frac {M_{B}\cdot c_{\mathrm {B} }}{\rho \cdot N_{A}}}} | {\displaystyle \omega _{\mathrm {B} }={\frac {m_{\mathrm {B} }}{m_{\mathrm {B} }+{\frac {1}{M_{B}}}}}} | {\displaystyle \omega _{B}={\frac {T_{B}}{\rho }}}            |
| объёмная доля       | л/л         | φB         | {\displaystyle \phi _{\mathrm {B} }={\frac {\omega _{B}}{\rho (B)/\rho }}}                                               | {\displaystyle \phi _{\mathrm {B} }={\frac {V_{\mathrm {B} }}{V}}}                   | |                                                                          |                                                                                     | |                                                               |
| мольная доля        | моль/моль   | xB         | {\displaystyle x_{\mathrm {B} }={\frac {1}{{\frac {M_{\mathrm {B} }}{M_{\mathrm {A} }}}({\frac {1}{\omega _{B}}}-1)+1}}} |                                                                                      | {\displaystyle x_{\mathrm {B} }={\frac {n_{\mathrm {B} }}{n}}}                                                           | {\displaystyle x_{\mathrm {B} }={\frac {c_{\mathrm {B} }\cdot V}{n}}}    |                                                                                     | {\displaystyle x_{\mathrm {B} }={\frac {m_{\mathrm {B} }}{m_{\mathrm {B} }+{\frac {1}{M_{A}}}}}}       |                                                               |
| молярность          | моль/л      | cB         | {\displaystyle c_{\mathrm {B} }={\frac {\rho \cdot \omega _{B}}{M_{B}}}}                                                 |                                                                                      | {\displaystyle c_{\mathrm {B} }={\frac {x_{\mathrm {B} }\cdot n}{V}}}                                                    | {\displaystyle {c_{\mathrm {B} }}={\frac {n_{\mathrm {B} }}{V}}}         |                                                                                     | {\displaystyle {c_{\mathrm {B} }}=m_{\mathrm {B} }{\frac {\mathrm {m} (A)}{V}}}                        |                                                               |
| нормальность        | моль-экв/л  | c((1/z) B) | {\displaystyle c((1/z)~\mathrm {B} )={\frac {\rho \cdot \omega _{B}}{M_{B}}}\cdot z}                                     |                                                                                      | | {\displaystyle {c((1/z)~\mathrm {B} )}={c_{\mathrm {B} }}\cdot {z}}      |                                                                                     | |                                                               |
| концентрация частиц | 1/л         | CB         | {\displaystyle C_{\mathrm {B} }={\frac {\rho \cdot \omega _{B}}{M_{B}}}\cdot N_{A}}                                      |                                                                                      | | {\displaystyle C_{\mathrm {B} }=c_{\mathrm {B} }\cdot N_{\mathrm {A} }}  | {\displaystyle C_{\mathrm {B} }={\frac {N_{\mathrm {B} }}{V}}}                      | |                                                               |
| моляльность         | моль/кгр-ля | mB         | {\displaystyle m_{\mathrm {B} }={\frac {\omega _{B}}{M_{B}(1-\omega _{B})}}}                                             |                                                                                      | |                                                                          |                                                                                     | {\displaystyle {m_{\mathrm {B} }}={\frac {n_{\mathrm {B} }}{\mathrm {m} (A)}}}                         |                                                               |
| титр                | г/мл        | TB         | {\displaystyle {T_{B}}={\rho }\cdot {\omega _{B}}}                                                                       |                                                                                      | | {\displaystyle {T_{B}}={c_{\mathrm {B} }}\cdot {M}}                      |                                                                                     | | {\displaystyle T_{\mathrm {B} }={\frac {\mathrm {m} (B)}{V}}} |

- {\displaystyle m_{\mathrm {B} }} — моляльность вещества B,
- {\displaystyle \mathrm {m} (B)} — масса вещества B,
- {\displaystyle \mathrm {m} (A)} — масса растворителя,
- {\displaystyle \mathrm {m} } — масса раствора,
- {\displaystyle T_{B}} — титр (массовая концентрация) B,
- {\displaystyle \rho (B)} — плотность вещества B,
- {\displaystyle \rho } — плотность раствора,
- {\displaystyle V} — суммарный объём раствора,
- {\displaystyle N_{\mathrm {A} }} — постоянная Авогадро,
- {\displaystyle N_{\mathrm {B} }} — количество частиц вещества В,
- {\displaystyle n_{\mathrm {B} }} — количество вещества В,
- {\displaystyle n} — количество раствора,
- {\displaystyle M} — молярная масса,